# Оитеронг, Альфонсо
Альфонсо Ребоконг Оитеронг (англ. Alfonso Rebochong Oiterong, 9 октября 1924 Аимелиик, Палау — 30 августа 1994 Палау) — палауанский политик, первый вице-президент Палау (в 1981—1985). Был приведён к присяге в качестве президента страны после убийства президента Харуо Ремелиика в 1985 (полномочия с 2 июля по 25 октября 1985).

## Биография
Альфонсо Ребоконг Оитеронг родился 9 октября 1924 года в деревне Аимелиик, что на острове Бабелтуап. Получил начальное и среднее образование в школе, что была на соседнем острове Корор, после чего некоторое время работал на управлявшее тогда территорией Палау Японское правительство. В качестве одного из лучших студентов был отобран для дальнейшего обучения в Японии (где ему, кстати, показалось очень холодно жить). По прошествии трёх лет Оитеронг получил высшее педагогическое образование и вернулся в Палау. 
После прибытия американских войск на территорию Палау, Ориетонг стал одним из первых его жителей, что работали на Американскую Администрацию. Совсем скоро был отобран в качестве одного из первых студентов Тихоокеанского педагогического училища, что на Гуаме. После полутора лет обучения Ориетонг продолжил жить и работать в Палау, где был назначен начальником Управления образования в 1949 году. В этой должности он посетил Первую образовательную конференцию подопечной Тихоокеанской территории, проходившей на Гавайях в 1950 году. Тогда же он снова был приглашён для повышения педагогической квалификации, и в течение последующих двух лет учился сначала в местном педагогическом колледже, а затем в Гавайском университете. Вернувшись летом 1952 в Палау, он снова занялся управлением образования в родной стране. Оитеронг продолжал посещать ежегодные конференции по делам Подопечной Тихоокеанской территории. 
Альфонсо Оитеронг внёс большой вклад в развитие образования в Палау. Благодаря хорошим связям как в правительстве родной страны, так и в Американской Администрации, ему удалось добиться финансирования для постройки новых школ и организации курсов и училищ для повышения квалификации местных учителей. Его коллеги отмечали в нём превосходные навыки коммуникации. Кроме того, Оитеронг стал членом консульства Палау, потому принимал активное участие в представлении страны на международных конференциях. 
Новый поворот в его карьере произошёл во второй половине 70-х, когда активно обсуждалась дальнейшая судьба региона Микронезия. По итогу было принято решение об обретении Палау независимости, в связи с чем уже в 1980 году (при участии Оитеронга) был представлен проект конституции Палау, и в этом же году прошли первые президентские выборы, которые Харуо Ремелиик и Альфонсо Оитеронг выиграли, благодаря чему последний стал вице-президентом. 
Политика Ремелиика, особенно в первые годы его правления, оставляла желать лучшего, но к Ориетонгу претензий было на порядок меньше. Он зарекомендовал себя как исполнительный и честный человек. Он многое делал для сохранения отношений с США, а на выступлениях всегда поддерживал Ремелиика. Помимо этого он принимал участие в экономической политике Палау, где его достижения, мягко говоря, неоднозначны (так, проект постройки электростанции на 16 мегаватт в родном Аимелиике обернулся настоящей катастрофой и последующим долгом в 32,5 млн. долларов).
На вторых президентских выборах 1984 года Оитеронг с немалым преимуществом выиграл гонку за пост вице-президента. Однако уже полгода спустя случилось убийство Харуо Ремелиика (во время которого Оитеронг находился в Нью-Йорке), также переизбранного, что вынудило переформировать правительство провести внеочередные выборы 1985 года. На них, несмотря на серьёзную предвыборную кампанию, Оитеронг набрал 46% голосов и проиграл Лазарусу Салии, получившему 53,6% голосов. 
Альфонсо Оитеронг в дальшнейшем практически не принимал участие в политической жизни родной страны, и скончался 30 августа 1994 в возрасте 69 лет.

## Личная жизнь
У Альфонсо Оитеронга был один брат, который работал в местной полиции, и другой брат, о котором известно только то, что он учился в старшей школе на острове Гуам, и сестра, которая работала медсестрой.
В начале 1953 года он женился на Джозефе Майкл, тоже медсестре, выросшей на острове Ангаур. 